# Glenn Close
Glenn Close (ur. 19 marca 1947 w Greenwich) − amerykańska aktorka filmowa i teatralna, ośmiokrotnie nominowana do Oscara. Laureatka nagrody Emmy.

## Życiorys

### Wczesne lata
Urodziła się w Greenwich w Connecticut w zamożnej rodzinie jako córka wyedukowanego na Harvardzie chirurga, Williama Talieferro Close’a i Bettine Moore. Jej rodzina była pochodzenia angielskiego, a także miała korzenie szkockie, niemieckie, holenderskie, francuskie i walijskie. Jest daleką kuzynką Brooke Shields. Uczęszczała do prywatnej szkoły Choate Rosemary z internatem Hall Wallingford w Connecticut, później do szkoły w Szwajcarii.
Gdy jej rodzice dołączyli do grupy fundamentalistycznych ewangelików Moral Re-Armament (Moralne Dozbrojenie) pod wodzą wielebnego Franka Buchmana, sekta decydowała o każdym kroku Glenn Close - od ubrań, które mogła nosić, po to, co wolno jej było mówić i myśleć. Przez całe dzieciństwo wraz z bratem Alexandrem i dwiema siostrami - Tiną i Jessie - tułała się po siedzibach MRA rozsianych po całych Stanach i Europie. W tym czasie jej ojciec wyjechał do ogarniętego rewolucją Konga Belgijskiego w Afryce, gdzie pozostał przez kolejne 17 lat i pomagał zorganizować podstawową służbę medyczną i służył jako prywatny lekarz tamtejszego dyktatora.
W 1965 założyła zespół muzyczny Up With People, który prowadziła ze współwyznawcami. W 1969 jej mężem został gitarzysta i kompozytor grupy, Cabot Wade. Po dwóch latach (w 1971) Close w akcie buntu postanowiła iść na studia, zrywając zarówno z mężem, jak i z sektą. W 1988 uzyskała licencjat z aktorstwa i antropologii w The College of William and Mary. Jest także członkiem bractwa Phi Beta Kappa.

### Kariera
Na scenie Broadwayu zadebiutowała jako 27-latka w komedii Williama Congreve Love for Love (1974) w The Phoenix Theatre's. Tam dostrzegł ją reżyser George Roy Hill i zaangażował do drugoplanowej roli matki głównego bohatera w filmie Świat według Garpa (The World According to Garp, 1982) z Robinem Williamsem i Jessicą Tandy. Zagrała tak przekonująco, że nominowano ją do Oscara, tak samo zresztą jak w dwóch kolejnych latach jako Sarah Cooper w tragikomedii Lawrence’a Kasdana Wielki chłód (The Big Chill, 1983) i za rolę Iris Gaines w filmie sportowym Barry’ego Levinsona Urodzony sportowiec (The Natural, 1984) wg powieści Bernarda Malamuda.
Prawdziwym przełomem w jej karierze była kreacja pozornie niezależnej, w rzeczywistości ogarniętej obsesją redaktorki Alex Forrest, która dla miłości jest w stanie zrobić wszystko w dreszczowcu Fatalne zauroczenie (Fatal Attraction, 1987) u boku Michaela Douglasa. Film stał się największym kasowym hitem 1987 roku, a Close ponownie była nominowana do Oscara. Została też doceniona nie tylko przez fanów, ale też i krytyków jako Markiza Isabelle de Merteuil w filmie kostiumowym Niebezpieczne związki (Dangerous Liaisons, 1988).
W 1995 zdobyła Primetime Emmy Award w kategorii „Wybitna aktorka - miniserial lub film telewizyjny” za postać pielęgniarki Margarethe Cammermeyer z wojskowej sekcji medycznej w dramacie biograficznym Jeffa Blecknera Sekret Margarethe Cammermayer (Serving in Silence: The Margarethe Cammermeyer Story, 1995). Stworzyła też wyraziste role w wielkich rozrywkowych przebojach: Marsjanie atakują! (Mars Attacks!, 1996) jako Pierwsza Dama Marsha Dale i Air Force One (1997) jako wiceprezydent Kathryn Bennett. W filmie 101 dalmatyńczyków (101 Dalmatians, 1996) zagrała diabelską Cruellę De Mon, fantazjującą o płaszczu ze skór szczeniaczków.
W 2002 otrzymała nominację do nagrody Emmy za gościnny występ w popularnym serialu komediowym Will & Grace. W 2005 kreacja królowej Francji i Anglii Eleonory Akwitańskiej w filmie historycznym Andrieja Konczałowskiego Lew w zimie (The Lion in Winter, 2003) przyniosła jej Złoty Glob dla najlepszej aktorki drugoplanowej w serialu, miniserialu lub filmie telewizyjnym.
W 2012 została uhonorowana nagrodą Irish Film & Television Awards (IFTA) w kategorii „Najlepsza aktorka zagraniczna”, była nominowana do Oscara, Złotego Globu, Satelity, Nagrody Gildii Aktorów Ekranowych za tytułową postać jako Albert Nobbs w dramacie Rodrigo Garcíi Albert Nobbs (2011). Z kolei za rolę Patty Hewes, szefowej kancelarii prawniczej w serialu FX Układy (Damages, 2007) odebrała Złoty Glob (2008) w kategorii „Najlepsza aktorka w serialu dramatycznym”, dwie nagrody Emmy (2008, 2009) w kategorii „Najlepsza aktorka w serialu dramatycznym”.
Jako tytułowa małżonka pisarza profesora Joe Castlemana (Jonathan Pryce) w dramacie Żona (The Wife, 2017) w reżyserii Björna Runge, została obsypana nagrodami filmowymi, w tym Złotym Globem, Nagrodą Gildii Aktorów Ekranowych za wybitny występ aktorki w roli pierwszoplanowej, Nagrodą Satelity dla najlepszej aktorki w filmie dramatycznym, a także była nominowana po raz siódmy do Oscara w kategorii „Najlepsza aktorka pierwszoplanowa” i Nagrody Brytyjskiej Akademii Filmowej dla najlepszej aktorki pierwszoplanowej.

## Filmografia

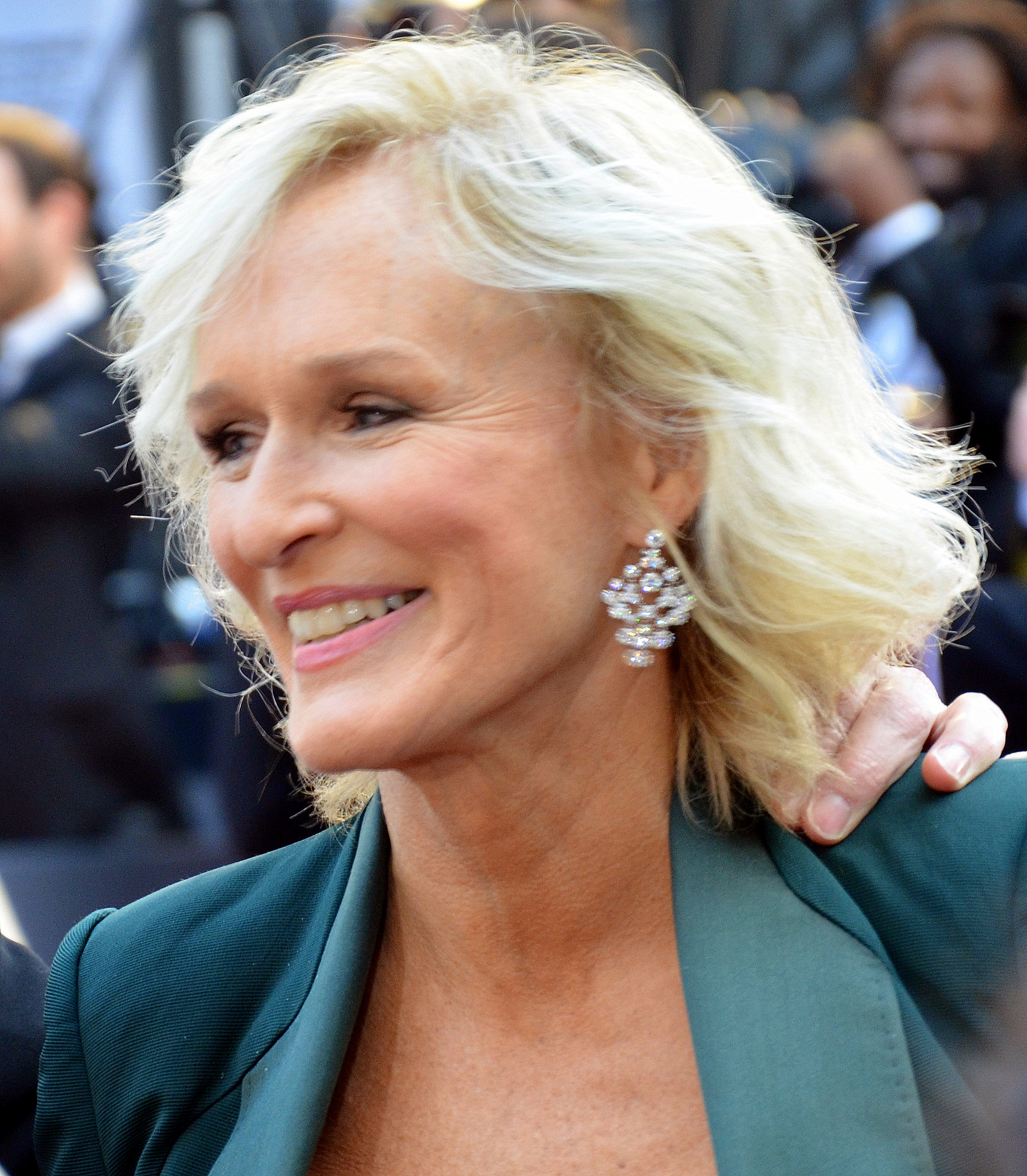
Glenn Close podczas 84. ceremonii wręczenia Oscarów, 26 lutego 2012

### Filmy fabularne
- 1979: Orphan Train jako Jessica
- 1979: Too Far to Go jako Rebecca
- 1982: Świat według Garpa (The World According to Garp) jako Jenny Fields
- 1982: The Elephant Man jako księżna Aleksandra
- 1983: Wielki chłód (The Big Chill) jako Sarah Cooper
- 1984: Urodzony sportowiec (The Natural) jako Iris Gaines
- 1984: Chłopiec z marmuru (The Stone Boy) jako Ruth Hillerman
- 1984: Greystoke: Legenda Tarzana, władcy małp (Greystoke: The Legend of Tarzan, Lord of the Apes) jako panna Jane Porter (głos, niewymieniona w czołówce)
- 1984: Amelia (Something About Amelia) jako Gail Bennett
- 1985: Maxie jako Jan / Maxie
- 1985: Zębate ostrze (Jagged Edge) jako Teddy Barnes
- 1987: Fatalne zauroczenie (Fatal Attraction) jako Alex Forrest
- 1988: Niebezpieczne związki (Dangerous Liaisons) jako Markiza Isabelle de Merteuil
- 1988: Gandahar jako Ambisextra (głos)
- 1989: Rodzina zastępcza (Immediate Family) jako Linda Spector
- 1990: Hamlet jako Gertruda
- 1990: She'll Take Romance
- 1990: Druga prawda (Reversal of Fortune) jako Sunny von Bülow / Narrator
- 1991: Hook jako Gutless
- 1991: Schadzka z Wenus (Meeting Venus) jako Karin Anderson
- 1991: Rodzina Sary. Anons (Sarah, Plain and Tall) jako Sarah Wheaton
- 1992: Lincoln jako Mary Todd Lincoln (głos)
- 1993: Dom dusz (The House of the Spirits) jako Férula Trueba
- 1993: Rodzina Sary. Skowronek (Skylark) jako Sarah Witting
- 1994: Zawód: dziennikarz (The Paper) jako Alicia Clark
- 1995: Sekret Margarethe Cammermayer (Serving in Silence: The Margarethe Cammermeyer Story) jako Margarethe Cammermeyer
- 1996: Marsjanie atakują! (Mars Attacks!) jako Pierwsza Dama Marsha Dale
- 1996: 101 dalmatyńczyków (101 Dalmatians) jako Cruella De Mon
- 1996: Mary Reilly jako pani Farraday
- 1997: Air Force One jako Wiceprezydent Kathryn Bennett
- 1997: Przed zmierzchem (In the Gloaming) jako Janet
- 1997: Droga do raju (Paradise Road) jako Adrienne Pargiter
- 1999: Rodzina Sary. Anons (Sarah, Plain and Tall: Winter’s End) jako Sarah Witting
- 1999: Na pierwszy rzut oka (Things You Can Tell Just by Looking At Her) jako dr Elaine Keener
- 1999: Tarzan jako Kala (głos)
- 1999: Kto zabił ciotkę Cookie? (Cookie's Fortune) jako Camille Dixon
- 2000: 102 dalmatyńczyki (102 Dalmatians) jako Cruella de Mon
- 2000: Sophie jako starsza Sophie (głos)
- 2001: Witamy w naszej dzielnicy (The Safety of Objects) jako Esther Gold
- 2001: Południowy Pacyfik (South Pacific) jako Nellie Forbush
- 2001: Ballada o Lucy Whipple (The Ballad of Lucy Whipple) jako Arvella Whipple
- 2002: Pinokio jako Wróżka (głos)
- 2003: Lew w zimie (The Lion in Winter) jako Eleonora Akwitańska
- 2003: Rozwód po francusku (Le Divorce) jako Olivia Pace
- 2003: Los pędzlem malowany (Brush with Fate) jako Cornelia Engelbrecht
- 2004: Żony ze Stepford (The Stepford Wives) jako Claire Wellington
- 2004: Rewizja osobista (Strip Search) jako Karen Moore
- 2005: Tarzan 2: Początek legendy (Tarzan II) jako Kala (głos)
- 2005: Miłego dnia? (The Chumscrubber) jako Carrie Johnson
- 2005: Dziewięć kobiet (Nine Lives) jako Maggie
- 2005: Co jest grane? (Heights) jako Diana
- 2005: Czerwony Kapturek – prawdziwa historia (Hoodwinked) jako Babcia (głos)
- 2006: George and Martha Washington: A 40 Year Romance jako narrator
- 2007: Wieczór (Evening) jako pani Wittenborn
- 2011: Albert Nobbs jako Albert Nobbs
- 2011: Czerwony Kapturek 2. Pogromca zła (Hoodwinked Too! Hood vs. Evil) jako babcia (głos)
- 2013: Therese Raquin jako madame Raquin
- 2014: Upadek legendy (Low Down) jako pani Gram
- 2014: Strażnicy Galaktyki (Guardians of the Galaxy) jako Nova Prime
- 2015: Wielka Gilly (The Great Gilly Hopkins) jako Nonnie Hopkins
- 2017: Żona (The Wife) jako Joan Castleman
- 2017: Siedem sióstr (What Happened to Monday) jako Nicolette Cayman
- 2020: Elegia dla bidoków (Hillbilly Elegy) jako Bonnie „Mamaw” Vance

### Seriale telewizyjne
- 1975: Great Performances jako sąsiadka
- 1988: Hallmark Hall of Fame jako Sara Everton
- 2002: Will & Grace jako Fannie Lieber
- 2003: Ameryka. Historia USA (Freedom: A History of Us) jako Eliza Andrews / Mary Antin
- 2004: Prezydencki poker (The West Wing) jako minister sprawiedliwości Evelyn Baker Lang
- 2005: Świat gliniarzy (The Shield) jako kapitan Monica Rawling
- 1995–2016: Simpsonowie (The Simpsons) jako Mona Simpson (głos)
- 2007–2012: Układy (Damages) jako Patty Hewes

## Nagrody
| Rok  | Nagroda          | Kategoria                                               | Film                                     |
| ---- | ---------------- | ------------------------------------------------------- | ---------------------------------------- |
| 1995 | Nagroda Emmy     | Najlepsza aktorka w miniserialu lub filmie telewizyjnym | Sekret Margarethe Cammermayer (1995, TV) |
| 2004 | Złoty Glob       | Najlepsza aktorka w miniserialu lub filmie telewizyjnym | Lew w zimie (2003)                       |
| 2007 | Złoty Glob       | Najlepsza aktorka w serialu dramatycznym                | Układy                                   |
| 2008 | Nagroda Emmy     | Najlepsza aktorka w serialu dramatycznym                | Układy                                   |
| 2009 | Nagroda Emmy     | Najlepsza aktorka w serialu dramatycznym                | Układy                                   |
| 2011 | Nagroda Satelita | Najlepsza piosenka „Lay Your Head Down”                 | Albert Nobbs (2011)                      |
| 2018 | Nagroda Satelita | Najlepsza aktorka w filmie komediowym lub musicalu      | Żona (2017)                              |
| 2019 | Złoty Glob       | Najlepsza aktorka w filmie dramatycznym                 | Żona (2017)                              |